# Makakilo
Makakilo ist ein Ort (census-designated place) des Honolulu County auf der Insel Oʻahu im US-amerikanischen Bundesstaat Hawaii. Auf Hawaiisch bedeutet maka kilo „beobachtende Augen“.

## Geographie
Makakilo liegt am südlichen Ende der Hänge der Waiʻanae-Bergkette oberhalb der Stadt Kapolei. Die Interstate H-1 trennt das in jüngerer Zeit erschlossene Kapolei von Makakilo, und wenn man auf der H-1 in Richtung Osten fährt, gelangt man nach Waipahu.

## Demographie
Laut der Volkszählung von 2020 leben hier 19.877 Einwohner. 19,2 % der Bevölkerung bezeichneten sich als Weiße, 2,7 % als Afroamerikaner, 0,4 % als Ureinwohner Nordamerikas, 9,4 % als indigene Hawaiier und pazifische Insulaner und 32,2 % als Asian Americans. 2,3 % gaben die Angehörigkeit zu einer anderen Ethnie und 33,5  % zu mehreren Ethnien an. 14,2 % der Bevölkerung bestand aus Hispanics oder Latinos. Das mittlere Haushaltseinkommen lag 2019 bei 113.244 US-Dollar und die Armutsquote bei 4,5 %.